# سلی گیسن
سَلی گیسن (انگلیسی: Sally Geeson؛ زادهٔ ۲۳ ژوئن ۱۹۵۰) بازیگر اهل بریتانیا است.
از فیلم‌ها یا برنامه‌های تلویزیونی که وی در آن نقش داشته است، می‌توان به خانه پر برکت و نورمن هیپی شده اشاره کرد.